# Beltrán Pagola
Beltrán Pagola Goya (San Sebastián, 28 de febrero de 1878 - íd., 8 de julio de 1950) fue un compositor, pianista y maestro de música español.

## Trayectoria
Estudió en su ciudad natal con Santiesteban y en Madrid con Tragó. De 1898 a 1914 fue pianista del Gran Casino de San Sebastián. Fue profesor del Conservatorio de Música de San Sebastián, en el que permaneció cerca de 50 años. Durante su trayectoria profesional fue maestro de composición de José María Usandizaga y Francisco Escudero, quien le sustituyó en 1948 al frente de la cátedra de composición del Conservatorio.
Creó la Orquesta Sinfónica del Conservatorio de Música de San Sebastián y escribió un Tratado práctico de armonía, de gran importancia. Su influencia sobre la composición en Guipúzcoa fue decisiva, y se ha transmitido a lo largo de las diferentes generaciones y responsables de la cátedra de composición del Conservatorio de Música de San Sebastián. Entre sus obras destaca la Sinfonía vasca para orquesta; Humoradas vascas para piano y orquesta; El monje organista y la Sonata para piano.